# Woolsey (Georgia)
Woolsey – miasto w Stanach Zjednoczonych, w stanie Georgia, w hrabstwie Fayette.